# 江上潔
江上潔（日语：／ Egami Kiyoshi，1960年—），日本男性動畫師、動畫演出家、動畫導演。

## 來歷
加入日昇動畫並擔任製作進行、演出助手後，負責《蒼之流星SPT雷茲納》第10話的演出首次亮相。

## 參加作品

### 電視動畫
1985年
- 蒼藍流星SPT雷茲納（演出、演出助手）

1986年
- 機動戰士鋼彈ZZ（演出）

1987年
- 城市獵人（—1988年，分鏡、演出）

1988年
- 城市獵人2（—1989年，分鏡、演出）

1989年
- 城市獵人3（—1990年，分鏡、演出）
- 獸神萊卡（—1990年，分鏡、演出）

1990年
- 歐巴桑大隊（日语：オバタリアン）（演出）
- 我是鶴姬！（日语：つる姫じゃ〜っ!）（分鏡、演出）

1991年
- 機甲警察金屬傑克（首席導演（後半）、分鏡）
- 城市獵人'91（導演、分鏡、演出）

1992年
- 元氣爆發伏魔金剛（分鏡、演出）
- 超時空保姆（分鏡）
- 妙廚老爹（—1995年，分鏡）

1993年
- 機動戰士V鋼彈（—1994年，分鏡、演出）

1994年
- 頑童歷險記（日语：ハックルベリー・フィン物語）（—1995年，分鏡、演出）

1995年
- 熊之噗太郎（日语：クマのプー太郎）（—1996年，分鏡、演出）
- 鬼神童子ZENKI（分鏡、演出）
- 宇宙小毛球（分鏡）

1996年
- 爆走兄弟Let's & Go!!（分鏡）
- 烏龍派出所（—2004年，分鏡）
- 少年桑塔的大冒險（日语：サンタクロースの冒険#テレビアニメ）（分鏡、演出）
- 逮捕令（—1997年，分鏡、演出）

1997年
- 橫行太保（導演、分鏡、演出）

1998年
- 白色十字架（導演（第1—15話）[1]、分鏡、演出）
- 超級娃娃戰士★莉卡（—1999年，分鏡、演出）
- 轟天突擊隊（—1999年，分鏡）
- 神奇寶貝（演出）

1999年
- 仙魔大戰2000（日语：ビックリマン2000）（—2001年，分鏡）
- 週刊故事樂園（日语：週刊ストーリーランド）（—2001年，分鏡）

2000年
- 網路安琪兒 (第2期)（分鏡、演出）
- 向陽之樹（分鏡、演出）

2001年
- 學園戰記無量（日语：学園戦記ムリョウ）（分鏡、演出）
- 百變海盜王（日语：仰天人間バトシーラー）（演出）※名義。
- 人造人009 THE CYBORG SOLDIER（—2002年，演出）
- 星之卡比（—2003年，分鏡、演出）

2002年
- 魔王但丁（日语：魔王ダンテ）（分鏡、演出）
- 天地無用！GXP（分鏡、演出）
- PIANO（演出）
- 飆悍射將（—2003年，分鏡）

2003年
- 貯金大冒險（—2005年，分鏡）
- 戀愛小魔女（分鏡）
- 妄想科學美少女（分鏡）
- 愛的魔法（分鏡）
- 真·女神轉生D 惡魔之子 光之書與闇之書（分鏡）
- Gilgamesh（日语：ギルガメッシュ (漫画)）（分鏡）
- 灰姑娘男孩（日语：シンデレラボーイ）（演出）
- 神秘智慧石（—2004年，分鏡）
- 音速小子X（—2004年，分鏡）

2004年
- 宇宙交響詩梅德爾 銀河鐵道999外傳（日语：宇宙交響詩メーテル 銀河鉄道999外伝）（分鏡）
- 校園迷糊大王（分鏡）
- 神無月的巫女（演出）
- 武士槍俠（日语：サムライガン）（分鏡）
- 棉花糖樂園（—2005年，分鏡）

2005年
- 機獸創世紀（分鏡）
- 馳風競艇王（日语：モンキーターン (漫画)）（分鏡）
- 蜜桃女孩（分鏡）
- 新釋 真田十勇士（日语：新釈 眞田十勇士）（分鏡）
- 極速方程式（分鏡）
- 遊☆戲☆王怪獸之決鬥GX（—2008年，分鏡）

2006年
- 砂沙美☆魔法少女俱樂部（分鏡、演出）
- 砂沙美☆魔法少女俱樂部 Season 2（分鏡、演出）
- Happiness！（分鏡）
- 蒼天之拳（分鏡）
- 馳風競艇王V（日语：モンキーターン (漫画)）（分鏡）
- 學園天堂 BOY'S LOVE HYPER!（分鏡）
- 銀色的奧林西斯（日语：銀色のオリンシス）（分鏡）
- 我們的存在（分鏡）
- 家庭教師HITMAN REBORN！（—2010年，分鏡）
- D.Gray-man（—2008年，分鏡）

2007年
- 青空下的約定（分鏡）

2008年
- 向陽素描×365（分鏡）
- 秘密 ～The Revelation～（分鏡）
- 麵包超人（—2011年，分鏡）※名義。
- 遊☆戲☆王5D's（—2011年，分鏡）
- 小雙俠 (2008年版)（—2009年，分鏡）

2011年
- 遊☆戲☆王ZEXAL（—2012年，分鏡）

2012年
- 戰姬絕唱SYMPHOGEAR（演出）
- 哈姆太郎（—2013年，分鏡）
- 人類衰退之後（分鏡、演出）
- 武裝神姬（演出）
- Beyblade（日语：ベイブレード）（分鏡）

2013年
- 幕末義人傳 浪漫（分鏡、演出）
- 野獸傳奇（分鏡）
- 宇宙戰艦大和號2199（演出）
- LINE TOWN（—2014年，分鏡）

2014年
- 遊☆戲☆王ARC-V（分鏡）
- 鋼彈創戰者TRY（—2015年，分鏡）

2015年
- 戰姬絕唱SYMPHOGEAR GX（分鏡）
- 銀魂゜（分鏡）
- 魯邦三世 PART IV（分鏡）

2016年
- 黑白來看守所（分鏡）

2018年
- 黃金神威（演出）

2021年
- 緋紅結繫（演出）

2022年
- 魯邦三世 PART6（演出[2]）
- Love Live！虹咲學園學園偶像同好會（演出）
- 機動戰士鋼彈 水星的魔女（分鏡、演出）

2023年
- 哆啦A夢 (水田山葵版)（—2024年，演出）
- 闇影詩章F（分鏡、演出）

### 電影動畫
1990年
- 城市獵人：百萬美元之陰謀（演出）

### OVA
1985年
- 銀河漂流拜法姆 消失的12人（演出助手）

1991年
- 機動戰士SD鋼彈 巴巴魯之曉 第103話「杉南的新娘」（導演、演出、編劇）

1994年
- Wild 7（日语：ワイルド7）（導演、分鏡）

1999年
- 銀河英雄傳說外傳 第2期（—2000年，分鏡）

2005年
- 幻想傳奇 THE ANIMATION（演出）

2015年
- 機動戰士鋼彈 THE ORIGIN（演出）

### 網路動畫
2018年
- 異世界居酒屋 ～古都阿伊特力亞的居酒屋阿信～（演出）

## 腳註

## 相關項目
- 日昇動畫
- 日本動畫師列表（日语：アニメ関係者一覧）

## 外部連結
- 江上潔 （页面存档备份，存于） （日語）—allcinema（日语：allcinema）